# Stomatopora thalassae
Stomatopora thalassae är en mossdjursart som beskrevs av Harmelin 1979. Stomatopora thalassae ingår i släktet Stomatopora och familjen Stomatoporidae. Inga underarter finns listade i Catalogue of Life.